# قائمة الرحلات الدولية لرئيس الوزراء بنيامين نتنياهو

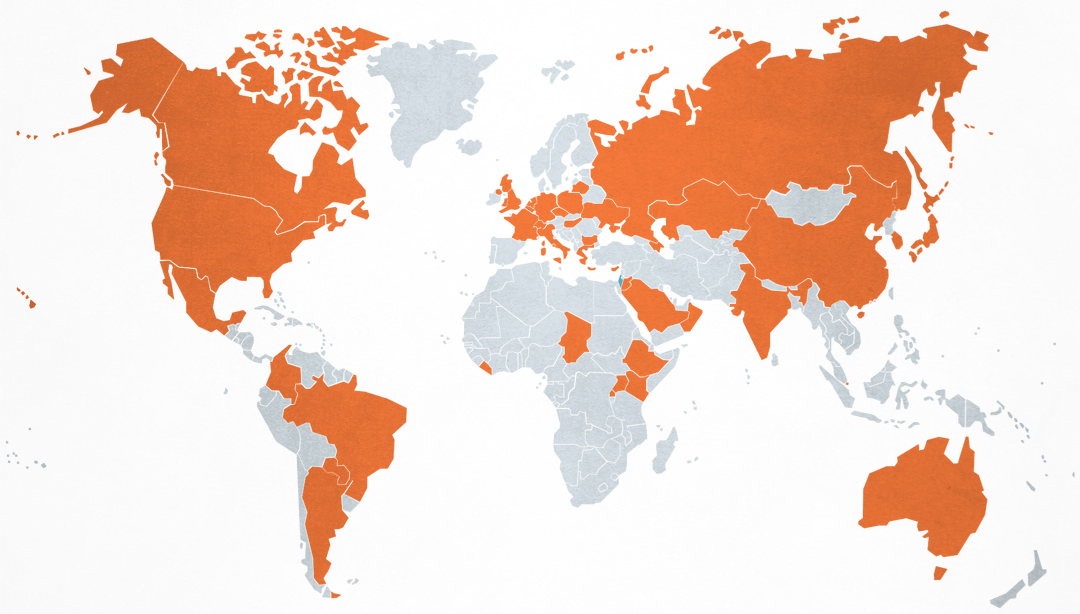
خريطة البلدان التي زارها بنيامين نتنياهو في الفترة من 2017 إلى 2020

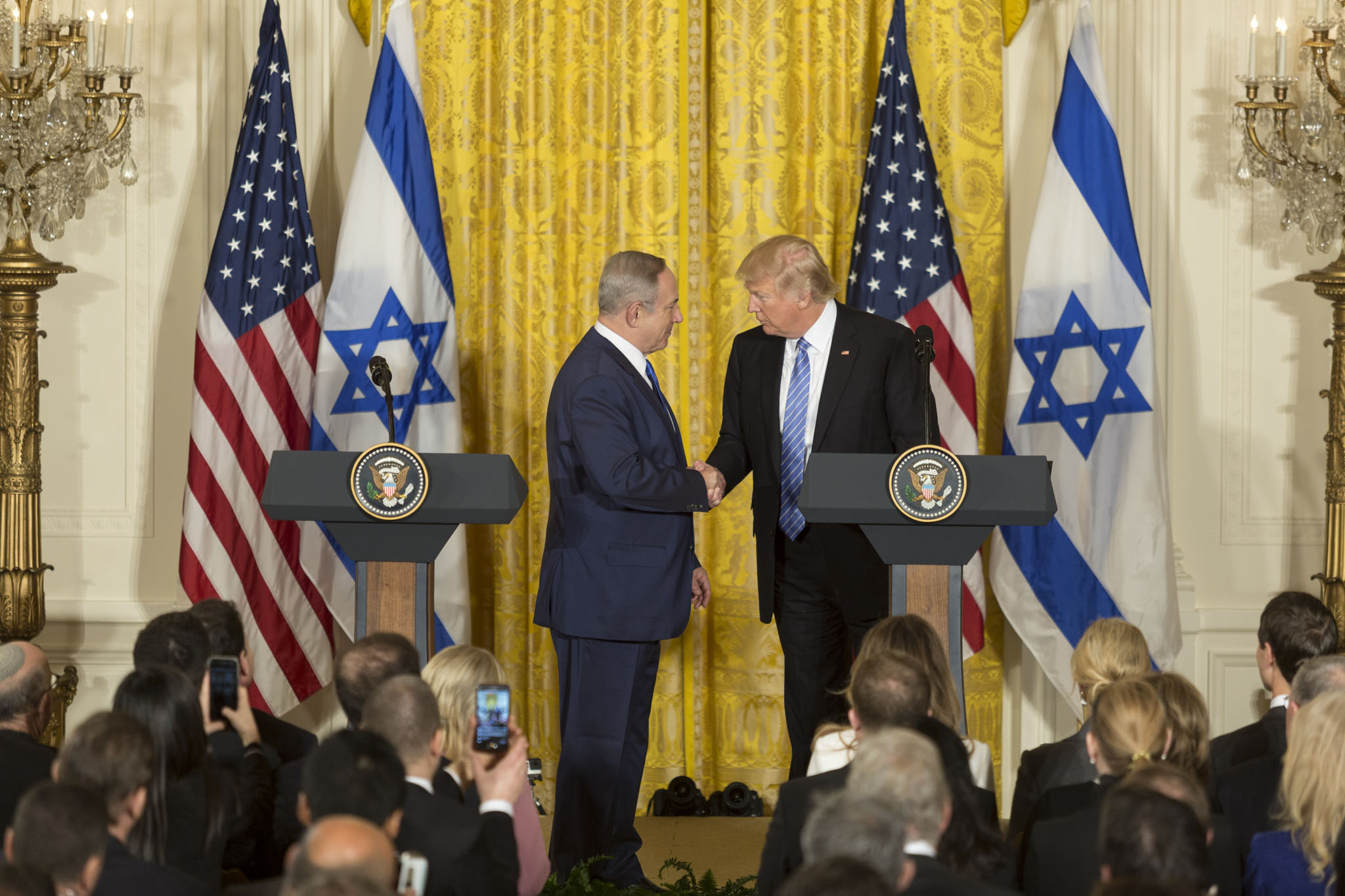
نتنياهو ودونالد ترامب في مؤتمر صحفي في البيت الأبيض. 15 فبراير 2017

هذه قائمة بالرحلات الدولية التي قام بها بنيامين نتنياهو كرئيس وزراء إسرائيلي. حيث شغل منصب رئاسة الوزراء في خمسة ولايات منذ عام 1997 وحنى العام 2021.

## الولاية الأولى (1996–1999)
| البلد            | تاريخ            | الغرض                 | ملاحظات                                            |
| ---------------- | ---------------- | --------------------- | -------------------------------------------------- |
| الولايات المتحدة | 9–11 يوليو 1996  | ألقى خطاب في الكونغرس | [ 1 ]                                              |
| الصين            | 24 أغسطس 1997    | زيارة عمل             | [ 2 ]                                              |
| اليابان          | 24–27 أغسطس 1997 | زيارة عمل             | [ 2 ]                                              |
| كوريا الجنوبية   | 28 أغسطس 1997    | زيارة عمل             | [ 3 ]                                              |
| أذربيجان         | 29 أغسطس 1997    | زيارة عمل             | أول زيارة يقوم بها رئيس وزراء إسرائيل إلى أذربيجان |

## الولاية الثانية (2009-2013)
| البلد            | تاريخ             | الغرض                               | ملاحظات     |
| ---------------- | ----------------- | ----------------------------------- | ----------- |
| الولايات المتحدة | 18 مايو 2009      | محادثات وزيارة عمل                  | [ 5 ]       |
| المملكة المتحدة  | 25–26 أغسطس 2009  | محادثات                             | [ 6 ] [ 7 ] |
| ألمانيا          | 26–27 أغسطس 2009  | زيارة رسمية                         | [ 8 ]       |
| الولايات المتحدة | 24 مارس 2010      | محادثات                             | [ 9 ]       |
| اليونان          | 16 أغسطس 2010     | الزيارة الأولى لرئيس وزراء إسرائيلي | [ 10 ]      |
| الولايات المتحدة | 24 مايو 2011      | ألقى خطاب في الكونغرس               | [ 11 ]      |
| كندا             | 2–4 مارس 2012     | زيارة دولة                          | [ 12 ]      |
| الولايات المتحدة | 5–؟ مارس 2012     | محادثات                             | [ 13 ]      |
| الأمم المتحدة    | 26–27 سبتمبر 2012 | UNGA address ‏                       | [ 14 ]      |
| جمهورية التشيك   | 5 ديسمبر 2012     | محادثات                             | [ 15 ]      |
| ألمانيا          | 5–6 ديسمبر 2012   | زيارة رسمية                         | [ 16 ]      |

## الولاية الثالثة (2013-2015)
| البلد             | تاريخ            | الغرض                                                      | ملاحظات       |
| ----------------- | ---------------- | ---------------------------------------------------------- | ------------- |
| الصين             | 5-10 مايو 2013   | زيارة رسمية                                                | [ 17 ]        |
| بولندا            | 12-13 يونيو 2013 | زيارة رسمية                                                | [ 18 ]        |
| روسيا             | 20 نوفمبر 2013   | Discussions regarding خطة العمل الشاملة المشتركة           | [ 19 ] [ 20 ] |
| إيطاليا الفاتيكان | 1-2 ديسمبر 2013  | زيارة رسمية                                                | [ 21 ]        |
| سويسرا            | 23 يناير 2014    | المنتدى الاقتصادي العالمي في دافوس                         | [ 22 ]        |
| الولايات المتحدة  | 4 مارس 2014      | مؤتمر أيباك                                                | [ 23 ]        |
| اليابان           | 11-14 مايو 2014  | زيارة رسمية                                                | [ 24 ] [ 25 ] |
| الولايات المتحدة  | 1 أكتوبر 2014    | زيارة عمل                                                  |               |
| إيطاليا           | 15 ديسمبر 2014   | زيارة رسمية                                                | [ 26 ]        |
| فرنسا             | 11-12 يناير 2015 | الهجوم على صحيفة شارلي إبدو وHypercacher shooting memorial | [ 27 ]        |
| الولايات المتحدة  | 1-3 مارس 2015    | ألقى خطاب أمام الكونغرس و‌أيباك                             | [ 28 ]        |
| روسيا             | 21 سبتمبر 2015   | زيارة عمل                                                  | [ 29 ]        |
| الولايات المتحدة  | 9 نوفمبر 2015    | زيارة رسمية                                                | [ 30 ]        |

### زيارات غير مؤكدة
| البلد  | التاريخ | الغرض                                         | ملاحظات |
| ------ | ------- | --------------------------------------------- | ------- |
| الأردن | 2014    | نقاشات بخصوص التوترات في القدس والمسجد الأقصى | [ 31 ]  |

## الولاية الرابعة (2015–2020)
منذ 14 مايو 2015 ، يترأس نتنياهو الحكومة الرابعة والثلاثين لإسرائيل ، بصفته رئيسًا للوزراء ووزيرًا للخارجية.
| البلد                          | التاريخ                        | الهدف                                                                                       | ملاحظات |
| ------------------------------ | ------------------------------ | ------------------------------------------------------------------------------------------- | --- |
| إيطاليا                        | 27-30 أغسطس 2015               | زيارة عمل                                                                                   | حضر نتنياهو إكسبو 2015 في ميلانو.                                                                                       |
| المملكة المتحدة                | 9-10 سبتمبر 2015               | زيارة رسمية                                                                                 | [ 34 ] [ 35 ] |
| روسيا                          | 21 سبتمبر 2015                 | المناقشات المتعلقة بالحرب في سوريا                                                          | [ 36 ] [ 37 ] |
| الأمم المتحدة                  | 1 أكتوبر 2015                  | خطاب الجمعية العامة للأمم المتحدة ‏                                                          | [ 38 ] |
| ألمانيا                        | 1 أكتوبر 2015                  | زيارة رسمية                                                                                 | [ 39 ] |
| الولايات المتحدة               | 8-11 نوفمبر 2015               | محادثات                                                                                     | [ 40 ] |
| فرنسا                          | 30 نوفمبر 2015                 | زيارة عمل                                                                                   | Netanyahu attended Paris Climate Conference.                                                                            |
| سويسرا                         | 20-21 يناير 2016               | المنتدى الاقتصادي العالمي في دافوس                                                          | [ 42 ] |
| قبرص                           | 28 يناير 2016                  | قبرص - اليونان - إسرائيل - القمة الثلاثية                                                   | [ 43 ] |
| ألمانيا                        | 15-17 فبراير 2016              | لقاء حكومي                                                                                  | [ 44 ] |
| روسيا                          | 21 أبريل 2016                  | المناقشات المتعلقة بالحرب في سوريا                                                          | [ 45 ] [ 46 ] |
| روسيا                          | 6-7 يونيو 2016                 | المناقشات المتعلقة بالحرب في سوريا، والاحتفال بمرور 25 سنة على العلاقات الإسرائيلية الروسية | [ 47 ] |
| إيطاليا                        | 26-28 يونيو 2016               | زيارة رسمية                                                                                 | [ 48 ] [ 49 ] |
| أوغندا كينيا رواندا إثيوبيا    | 4-7 يوليو 2016                 | زيارة رسمية                                                                                 | First visit to Africa by an Israeli PM in 30 years                                                                      |
| هولندا                         | 6-7 سبتمبر 2016                | زيارة رسمية                                                                                 | [ 51 ] |
| الولايات المتحدة الأمم المتحدة | 20-26 سبتمبر 2016              | محادثات مع المسؤولين الأمريكيين خطاب الجمعية العامة للأمم المتحدة                           | [ 52 ] |
| أذربيجان كازاخستان             | 13-14 ديسمبر 2016              | زيارة رسمية                                                                                 | First visit by an Israeli PM to Kazakhstan and second to Azerbaijan                                                     |
| المملكة المتحدة                | 6 فبراير 2017                  | محادثات                                                                                     | [ 54 ] |
| الولايات المتحدة               | 13-17 فبراير 2017              | زيارة رسمية                                                                                 | [ 55 ] |
| سنغافورة                       | 19-21 فبراير 2017              | زيارة رسمية                                                                                 | First time an Israeli PM visited Singapore                                                                              |
| أستراليا                       | 22-25 فبراير 2017              | زيارة رسمية                                                                                 | First time an Israeli PM visited Australia                                                                              |
| روسيا                          | 9 مارس 2017                    | المحادثات المتعلقة بالحرب في سوريا                                                          | [ 58 ] |
| الصين                          | مارس 20–21, 2017               | زيارة رسمية                                                                                 | [ 59 ] |
| ليبيريا                        | يونيو 4, 2017                  | قمة المجموعة الاقتصادية لدول غرب أفريقيا للقادة                                             | [ 60 ] |
| اليونان                        | يونيو 14, 2017                 | القمة الثلاثية لدول اسرئيل - اليونان - قبرص                                                 | [ 61 ] |
| فرنسا                          | يونيو 30 – يوليو 2, 2017       | Funeral of former German chancellor Kohl ‏                                                   | [ 62 ] [ 63 ] |
| فرنسا المجر                    | يوليو 15–19, 2017              | زيارة رسمية                                                                                 | [ 64 ] |
| روسيا                          | اغسطس23, 2017                  | الحرب الأهلية السورية                                                                       | [ 65 ] |
| الأرجنتين                      | سبتمبر 10–19, 2017             | زيارة رسمية                                                                                 | First time an Israeli PM visited South America                                                                          |
| باراغواي                       | سبتمبر 10–19, 2017             | زيارة رسمية                                                                                 | First time an Israeli PM visited South America                                                                          |
| كولومبيا                       | سبتمبر 10–19, 2017             | زيارة رسمية                                                                                 | First time an Israeli PM visited South America                                                                          |
| المكسيك                        | سبتمبر 10–19, 2017             | زيارة رسمية                                                                                 | First time an Israeli PM visited South America                                                                          |
| الولايات المتحدة               | سبتمبر 10–19, 2017             | لقائ مع الرئيس دونالد ترامب                                                                 | First time an Israeli PM visited South America                                                                          |
| الأمم المتحدة                  | سبتمبر 10–19, 2017             | UNGA address ‏                                                                               | First time an Israeli PM visited South America                                                                          |
| المملكة المتحدة                | نوفمبر2–5, 2017                | Marking وعد بلفور centenary                                                                 | [ 67 ] |
| كينيا                          | نوفمبر28, 2017                 | زيارة رسمية, meeting with 11 African leaders                                                | [ 68 ] |
| France Belgium                 | ديسمبر 10–11, 2017             | زيارة رسمية                                                                                 | [ 69 ] [ 70 ] |
| الهند                          | يناير14–19, 2018               | زيارة رسمية                                                                                 | [ 71 ] [ 72 ] |
| سويسرا                         | يناير23–26, 2018               | المنتدى الاقتصادي العالمي في دافوس                                                          | [ 73 ] |
| روسيا                          | يناير29, 2018                  | محادثات حول ايران                                                                           | [ 74 ] |
| ألمانيا                        | فبراير 16–18, 2018             | مؤتمر ميونخ للأمن 2018                                                                      | [ 75 ] |
| الولايات المتحدة               | مارس 4–8, 2018                 | زيارة رسمية، اجتماع أيباك                                                                   | [ 76 ] |
| قبرص                           | مايو 8, 2018                   | قمة ثلاثية - قبرص واليونان واسرائيل                                                         | [ 77 ] |
| روسيا                          | مايو 9, 2018                   | الحرب الأهلية السورية                                                                       | Netanyahu attended the 2018 Moscow Victory Day Parade.                                                                  |
| ألمانيا فرنسا المملكة المتحدة  | يونيو 4–6, 2018                | محادثات حول Iran nuclear deal                                                               | [ 79 ] |
| الأردن                         | يونيو 18, 2018                 | محادثات                                                                                     | [ 80 ] |
| روسيا                          | يوليو 11, 2018                 | محادثات حول الحرب الأهلية السورية                                                           | Netanyahu and Russian president فلاديمير بوتين watched the كأس العالم 2018 semi-final game between Croatia and England. |
| ليتوانيا                       | اغسطس23–25, 2018               | زيارة رسمية                                                                                 | First time an Israeli PM visited Lithuania.                                                                             |
| الأمم المتحدة                  | سبتمبر 25–30, 2018             | UNGA address ‏                                                                               | [ 85 ] |
| عمان                           | اكتوبر 25–26, 2018             | زيارة رسمية                                                                                 | First meeting of this kind since 1996.                                                                                  |
| بلغاريا                        | نوفمبر1–2, 2018                | Discussions with Craiova Group                                                              | [ 88 ] |
| فرنسا                          | نوفمبر11–12, 2018              | Paris Peace Forum                                                                           | Netanyahu cut his trip short, returning to Israel on نوفمبر11 overnight due to events in Gaza.                          |
| البرازيل                       | ديسمبر 28, 2018 – يناير2, 2019 | زيارة رسمية and participation in presidential inauguration of جايير بولسونارو               | First time an Israeli PM visited Brazil                                                                                 |
| تشاد                           | يناير20, 2019                  | Re-establishment of diplomatic ties                                                         | First time an Israeli PM visited Chad                                                                                   |
| روسيا                          | فبراير 27, 2019                | Discussions regarding the الحرب الأهلية السورية                                             | [ 93 ] |
| الولايات المتحدة               | مارس 25, 2019                  | زيارة رسمية                                                                                 | [ 94 ] |
| أوكرانيا                       | اغسطس18–19, 2019               | زيارة رسمية                                                                                 | [ 95 ] |
| المملكة المتحدة                | سبتمبر 5, 2019                 | Discussion regarding إيران                                                                  | [ 96 ] |
| روسيا                          | سبتمبر 12, 2019                | Discussions on cooperation between Israeli and Russian forces operating in Syria            | [ 97 ] |
| اليونان                        | يناير2, 2020                   | Discussions to sign gas pipeline deal with Cyprus                                           | [ 98 ] |
| الولايات المتحدة               | يناير28, 2020                  | Discussions on Middle East peace plan                                                       | [ 99 ] |

### زيارات غير مؤكدة
| البلد  | التاريخ | الهدف                               | ملاحظات |
| ------ | ------- | ----------------------------------- | ------- |
| الأردن | 2016    | قمة ثلاثية بين مصر واسرائيل والاردن | [ 80 ]  |

## الولاية الخامسة (2020–2021)
| البلد            | التاريخ        | الهدف                                                                                               | ملاحظات |
| ---------------- | -------------- | --------------------------------------------------------------------------------------------------- | ------- |
| الولايات المتحدة | 15 سبتمبر 2020 | التوقيع على اتفاقيات للسلام بين إسرائيل والبحرين والإمارات العربية المتحدة بوساطة الولايات المتحدة. |         |
| السعودية         | 22 نوفمبر2020  | زيارة سرية لإجراء محادثات مع المسؤولين الأمريكيين والسعوديين.                                       | [ 100 ] |